# الشريف حسن بو غزيل
الشريف حسن بوغزيل من مواليد 1961 صحفي وقاص ليبي وهو أحد الكتاب المبدعين في ليبيا.

الشريف حسن بوغزيل

## نشاطات ومشاركات
- عضو اتحاد الصحفيين العرب
- عضو رابطة الأدباء والكتاب ليبيا
- الأمين المساعد لرابطة الصحفييين الجبل الأخضر.. ليبيا
- رئيس تحرير صحيفة عمر المختار الصادرة عن جامعة عمر المختار
- معد ومقدم برامج إذاعة صوت أفريقيا
- معد ومقدم برامج إذاعة الجبل الأخضر
- مدير تحرير مجلة المدن العربية الصادرة عن شبكة المدن
- مشرف مدينة القصة بمنتدى المدن ومشرف بنهر القصة منتدى انهار.
- مدير مكتب الثقافة التابع للمؤسسة العامة للثقافة ليبيا منذ أغسطس 2004 حتى الآن..
- نائب رئيس تحرير صحيفة نور الفجر الإلكترونية.

## محطات
| الشريف حسن بو غزيل | الفضاء والحركة جلس صوب السماء عينيه، سكب جفنيه بالأفق وأول سحابة ملونة، أدلق القماش وحدودالفضاء، وبدأ يرسم بعد أن أغمض عينيه. أسدل من هناك حيث الأخدود :الفاصل بين البارحة وتاريخ حياته لوناً برتقالياً عله يلقاها، وضع أساس بيته عند حافة الموعد اليومي حيث بزوغ نجمه المطل على سرداب المسرة وجاره الثرثار، :رفع السياج ولون جيد حبيبته التي بدأت ملامحها تظهر مع النبض ورائحة اللون المتبقي من الهيام وأعقاب السجائر. أشعل الفانوس، تغيرت الظلال، امتزج اللون مع الفلسفة وهواجس النساء، زحف الضوء البطيء تحرك الآلم، وانتقل الجار إلى حارة أخرى و(انتظر ليجف أساس البداية). | الشريف حسن بو غزيل |

| الشريف حسن بو غزيل | الحب والغبار والزمن مدخل عندما دخل إلى نفس المكان.. تطايرت تحت أقدامه عشرون سنة من غبار الذكريات والحنين والفرح... الفرح الذي كان شاهدا ذات مرة على لحظة لقائه بها!!! هامش إنه زمن الفرح.. عشرون سنة تلتقي بالفرح من جديد وكأن كل ما حدث خلالها من عذاب وألم ذهب أدراج رياح هذه اللحظة المرتقبة. | الشريف حسن بو غزيل |